# Пйотровиці (Отвоцький повіт)
Пйотровиці (пол. Piotrowice) — село в Польщі, у гміні Карчев Отвоцького повіту Мазовецького воєводства. Знаходиться поряд з рікою Вісла
Населення — 352 особи (2011).
Площа села становить 6 квадратних кілометри.
У 1975-1998 роках село належало до Варшавського воєводства.

## Демографія
Демографічна структура станом на 31 березня 2011 року:
|          | Загалом | Допрацездатний вік | Працездатний вік | Постпрацездатний вік |
| -------- | ------- | ------------------ | ---------------- | -------------------- |
| Чоловіки | 158     | 25                 | 114              | 19                   |
| Жінки    | 194     | 32                 | 119              | 43                   |
| Разом    | 352     | 57                 | 233              | 62                   |